# محمودیه (نهاوند)
محمودیه (نهاوند)، روستایی از توابع بخش خزل شهرستان نهاوند در استان همدان ایران است.مردم این روستا به همراه روستا های کفراش، دهفول ،پارومن، چولک اصلی و قپانوری، صادق آباد چولک ، میانگران و محمد آباد چولک به لهجه پهلوی یا ماه نهاوندی تکلم می کنند

## جمعیت
این روستا در دهستان خزل قرار دارد و براساس سرشماری مرکز آمار ایران در سال ۱۳۹۵، جمعیت آن ۸۴ نفر (۲۵خانوار) بوده‌است.